# Кларенс Росс
Кларенс Росс (англ. Clarence Ross; нар. 26 жовтня 1923 Окленд, штат Каліфорнія, США — 30 квітня 2008) — професійний американський бодібілдер, учасник конкурсів Містер США і Містер Всесвіт.

## Біографія

### Ранні роки
Кларенс Росс народився 26 жовтня 1923 року в місті Окленд, штат Каліфорнія, друга дитина в сім'ї (всього 4 дитини). Батьки Гершаль Росс і Жаннет Росс (Леві). Мати померла коли Кларенс був малий. Тренування з вагою почав у віці 17 років. Після нападу японців на Перл-Гарбор Росс пішов до ВПС США. Приблизно в цей час одружився зі своєю дружиною.
Після відходу зі служби в листопаді 1945 року, Росс відкрив тренажерний зал в місті Аламеда, штат Каліфорнія.

### Бодібілдинг
13 березня 1948, Росс переміг на конкурсі Містер США. Після цієї гучної перемоги почав з'являтися на обкладинках відомих журналів, таких як Ваше тіло, Залізна людина, Здоров'я і сила. Росс намагався захистити свій титул в 1949 році, але зайняв друге місце програвши Джону Грімеку. Тим не менш він фінішував другим, таким чином ставши одним з двох чоловіків (разом зі Джоном Грімеком) які змогли обійти Стіва Рівза двічі. В 1955 році намагався відновити свою спортивну кар'єру на змаганні Містер Всесвіт в Лондоні але програв канадцю Лео Роберту.

### Смерть
Помер 30 квітня 2008 у віці 85 років.

## Виступи
- Містер Всесвіт (1955)
- Містер США (1948)